# Festival Internacional de Cine de Ibiza
El Festival Internacional de Cine de Ibiza (Ibiza International Film Festival, Ibiza IFF) es un certamen dedicado al cine independiente que se celebra cada primavera en la isla balear de Ibiza, España. Nació en 2007 bajo la dirección de Xavier Benlloch, codirigido por Gail Fear, con la intervención de Daniel Benlloch y Jorge Benlloch como cofundadores y con el apadrinamiento de John Hurt, Terry Gilliam, Sir Alan Parker, Bigas Luna y Ángela Molina. En la segunda edición se unieron Nacho Cano y Antonio Isasi-Isasmendi como padrinos y José Manuel Lorenzo como presidente del comité asesor. En 2009 se unió a su vez como madrina la actriz Jacqueline Bisset.
Con el lema The independent spirit, sugerido por el productor Jonathan Debin, el festival promueve producciones independientes de todo el mundo. 
Su galardón y emblema es el Falcó d’Or, que representa un halcón de Eleonor, especie que anida libremente en los acantilados de Ibiza y Formentera y que también rememora al Halcón Maltés de John Huston.

## Edición 2010
En su IV edición, el Jurado del Festival tuvo a Jacqueline Bisset como presidente y Carlos Bardem y Antonio Isasi, entre otros.

### Palmarés
Sección Competitiva
- Mejor película – Eighteen years later, de Edoardo Leo
- Mejor director- Edoardo Leo por Eighteen years later
- Mejor actor - Edoardo Leo por Eighteen years later
- Mejor actriz - Sabrina Impacciatore por Eighteen years later
- Mejor actor de reparto - Rik Barnett, Steffan gumbs,  por Rebels without a Clue
- Mejor actriz de reparto - Cat Dowling, Lucy Brennan por "Rebels without a clue"
- Mejor dirección de fotografía - Rebels without a Clue
- Mejor guion - Marco Bonini y Edoardo Leo por Eighteen years later
- Mejor banda sonora - Rebels without a Clue
- Premio especial Falcó D'Or – Eighteen years later, de Edoardo Leo

Premios Honoríficos
- Premio Especial al Espíritu Independiente - Backyard, de Carlos Carrera
- Promoción del cine "Premio Vicente Ribas"  - Academia de las Artes y las Ciencias Cinematográficas de España

Sección Balearic Spirit
- Primer Premio - Dificultades, de Joan Cobos y Laura Martin

## Edición 2009
La III edición del Ibiza IFF se celebró del 27 de mayo al 3 de junio. Se inauguró con una fiesta homenaje a Federico Fellini coincidiendo con el 50 aniversario del rodaje de La Dolce Vita, y tuvo además un ciclo dedicado a Terry Gilliam. Durante su estancia en Ibiza, Gilliam, uno de los padrinos del festival, confirmó su intención de retomar el rodaje de El hombre que mató a Don Quijote en España en 2010.
Además, tuvo entre sus invitados al director de la Berlinale, Dieter Kosslick, quien recogió el Premio Vicente Ribas a la Promoción del Cine en nombre del festival alemán, en el que supone el primer galardón que otro certamen otorga al evento berlinés.
De forma paralela a la sección competitiva, el festival albergó por primera vez los Ibiza Film Meetings (IFM), varias jornadas que sirvieron de punto de encuentro entre profesionales de la industria del cine para desarrollar e intercambiar ideas y productos audiovisuales.
El III Ibiza IFF tuvo como jurado al ganador de un Oscar Cuba Gooding Jr., al director escocés Bill Forsyth y al crítico español José Eduardo Arenas.

### Palmarés
Sección competitiva
- Mejor película - Li Tong, de Nian Liu
- Mejor director - Nian Liu por Li Tong
- Mejor actor - Nenad Jezdic por Tears for sale
- Mejor actriz - Zhicun Zhao por Li Tong
- Mejor actor de reparto - Kang Yao por Li Tong
- Mejor escenografía - Tears for sale
- Mejor dirección de fotografía - Dark Streets
- Mejor guion - Nian Liu por Li Tong
- Mejor montaje - Nian Liu y Kevin Fritz por Li Tong
- Mejor banda sonora - George Accogny por Dark Streets
- Premio Especial del Jurado - Uros Stojanovic por Tears for sale
- Premio Especial Falcó D'Or - Nian Liu por Li Tong

Premios Honoríficos
- Premio Especial al Espíritu Independiente - La Milagrosa, de Rafa Lara
- Promoción del cine "Premio Vicente Ribas" - La Berlinale

Premios Especiales
- Premio Especial del Público - A shine of rainbows, de Vic Sarin
- Premio Especial al mejor director novel - Darren Grodsky y Danny Jacobs por Humboldt County

Sección Balearic Spirit
El jurado de esta sección estuvo integrado por Antonio Isasi-Isasmendi y Carles Fabregat
- Primer Premio - Microfísica, de Joan Carles Martorell
- Accésit - "Se vende", de Mapi Galán

Sección Videoclips
El jurado de esta sección estuvo integrado por Michael Hoenig y Anjula Acharia-Bath
- Mejor vídeo - SIA Soon will be found, de Claire Carre
- Mejores efectos especiales - Kayne West, Welcome to the Heartbreak, de Nabil

## Edición 2008
En su II edición, el festival tuvo como jurado a Michael Radford, Margarita Chapatte, Richard Kwietnioski y Uri Fruchtmann. 

### Palmarés
Sección competitiva
- Mejor cortometraje - Tibor Martin por The power of free
- Mejor edición - Fernando Villena por Battle in Seattle
- Mejor guion - Boaz Yakim por Death in love
- Mejor diseño de producción - Emita Frigato por Sleeping around
- Mejor fotografía - Paolo Ferrari por Sleeping around
- Mejor banda sonora - D. Barittoni y G. De Caterini por Sleeping around
- Mejor actor de reparto - Enrique Murciano por Mancora
- Mejor actor - Josh Lucas por Death in love
- Falco D'or - Anna Galiena por Sleeping around
- Mejor actriz - Jacqueline Bisset por Death in love
- Mejor director - Marco Carniti por Sleeping around
- Mejor película - Battle in Seattle
- Premio especial del público - Lilian y Pedro Rosado por La Mala
- Premio especial del jurado - Sleeping around

Premios honoríficos
- Carrera cinematográfica - Antonio Isasi-Isasmendi
- Premio Especial al Espíritu Independiente - Gerardo Olivares por 14 kilómetros
- Promoción del cine "Premio Vicente Ribas" - La Cinémathèque de la Danse de Francia

## Edición 2007
En la I edición del Ibiza IFF el jurado estuvo presidido por Antonio Isasi-Isasmendi e integrado además por Jonathan Debin, Michael Hoenig, Ronnie Taylor, Igor Fioravanti, Demián Bichir, Steve Norman, Anwen Rees Hurt, Timothy Burrill, Elfie A. Donnely y Paul Arató. 

### Palmarés
Sección Competitiva
- Mejor película internacional - La caja
- Mejor película coproducida - The moon and the stars
- Mejor director - Steve Barron por Choking man
- Mejor director novel - A.J. Annila por Jade Warrior
- Mejor actor - Toby Jones por Infamous
- Mejor actriz - Ángela Molina por La caja
- Mejor actor de reparto - Alfred Molina por The moon and the stars
- Mejor actriz de reparto - Elvira Mínguez por La caja
- Mejor artista novel masculino - Octavio Gómez por Choking man
- Mejor artista novel femenina - Eugenia Yuan por Choking man
- Mejor escenografía - Jade Warrior
- Mejor dirección de fotografía - Henri Blomberg por Jade Warrior
- Mejor guion - Peter Barnes y Fabio Carpi por The moon and the stars
- Premio especial del jurado - Choking man
- Mención especial del jurado - California dreaming
- Premio Espíritu Independiente - Longest night in Shanghai
- Mejor banda sonora - Nico Muhly por Choking man

Premios Honoríficos
- Carrera cinematográfica - John Hurt
- Libertad de expresión - George Clooney por Buenas noches, y buena suerte
- Promoción del cine "Premio Vicente Ribas" - INCAA de Argentina
- Premio a la creatividad - Terry Gilliam